# Une balle dans la tête
Une balle dans la tête é um filme de drama canadense de 1990 dirigido e escrito por Attila Bertalan. Foi selecionado como representante do Canadá à edição do Oscar 1991, organizada pela Academia de Artes e Ciências Cinematográficas, mas não foi aceito como indicado. O diálogo do filme é falado inteiramente numa linguagem inventada.

## Elenco
- Kathy Horner - bruxa
- Andrew Campbell - soldado
- Jan Stychalsky
- Victoria Sands
- Claude Forget
- Rebecca Posner - Katya
- Susan Eyton-Jones - Venna